# Красавчикова, Лариса Октябриевна
Лари́са Октя́бриевна Краса́вчикова (род. 21 марта 1955, Свердловск, РСФСР) — судья Конституционного суда Российской Федерации в отставке, доктор юридических наук, профессор. Заслуженный юрист Российской Федерации.

## Биография
Родилась 21 марта 1955 года в Свердловске в семье правоведа О. А. Красавчикова.
В 1976 году после окончания Свердловского юридического института поступила в аспирантуру там же и в 1979 году под руководством профессора В. Ф. Яковлева защитила кандидатскую диссертацию на тему «Гражданско-правовая охрана личной жизни советских граждан». После защиты кандидатской диссертации работала на кафедре гражданского права Свердловского юридического института сначала преподавателем, затем доцентом.
В 1994 году в Уральской государственной юридической академии защитила докторскую диссертацию на тему «Понятие и система личных, не связанных с имущественными прав граждан (физических лиц) в гражданском праве Российской Федерации». В 1998 году было присвоено учёное звание профессора.
12 февраля 2003 года назначена судьёй Конституционного суда РФ.
Преподавала на кафедре правового обеспечения рыночной экономики Российской академии государственной службы при Президенте РФ и входила в состав диссертационного совета кафедры правового обеспечения рыночной экономики по защите диссертаций на соискание ученой степени доктора наук.

## Санкции
16 декабря 2022 года, на фоне вторжения России на Украину, была внесена в санкционный список Евросоюза за решения, которые искусственно создают образ легитимности российского вторжения на Украину. Ранее была включена в санкционный список Украины.

## Награды
- Орден Дружбы (29 июня 2015 года) — за заслуги в укреплении законности, развитии конституционного правосудия и юридической науки, многолетнюю плодотворную деятельность[5]
- Заслуженный юрист Российской Федерации;
- Почётная грамота Президента Российской Федерации.